# Ligne Hakozaki
 (août 2016).
Si vous disposez d'ouvrages ou d'articles de référence ou si vous connaissez des sites web de qualité traitant du thème abordé ici, merci de compléter l'article en donnant les références utiles à sa vérifiabilité et en les liant à la section « Notes et références ».
La ligne Hakozaki (箱崎線, Hakozaki-sen) est une ligne du métro de Fukuoka au Japon. Officiellement la ligne 2 du réseau, elle relie la station Nakasu-Kawabata à celle de Kaizuka. Longue de 4,7 km, elle traverse les arrondissements de Hakata et Higashi à Fukuoka. Sur les cartes, la ligne est identifiée avec la lettre H et sa couleur est bleue.
Comme les deux autres lignes du métro de Fukuoka, les stations sont équipées de portes palières et les rames sont opérées automatiquement. 

## Histoire
Le premier tronçon de la ligne Hakozaki est ouvert au public le 20 avril 1982 entre les stations Nakasu-Kawabata et Gofukumachi, soit deux stations. La ligne est achevée progressivement jusqu'en 1986, lorsque la dernière station, la station Kaizuka est inaugurée le 12 novembre 1986.

## Caractéristiques

### Ligne
- Écartement : 1 067 mm
- Alimentation : 1 500 V par caténaire
- Vitesse maximale : 75 km/h

### Tracé
|  |

### Interconnexion
À la station Nakasu-Kawabata, certains trains continuent sur la ligne Kūkō jusqu'aux stations Nishijin ou Meinohama.

### Liste des stations

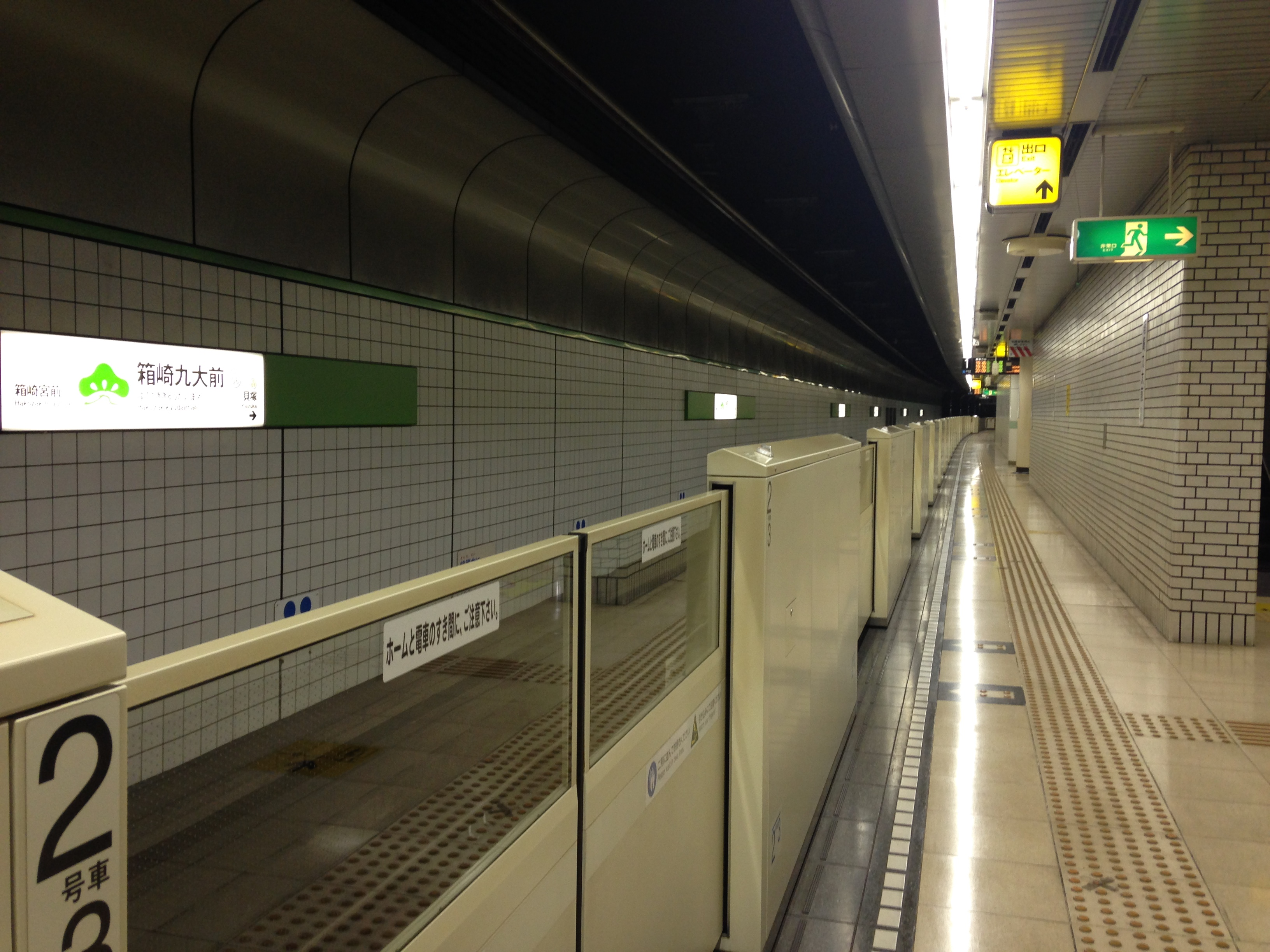
La station Hakozaki-Kyūdaimae.

La ligne Hakozaki comporte 7 stations, identifiées de H01 à H07.
| Numéro | Station                 | Nom japonais   | Distance (km) | Correspondances                          | Arrondissement |
| ------ | ----------------------- | -------------- | ------------- | ---------------------------------------- | -------------- |
| H01    | Nakasu-Kawabata         | 中洲川端       | 0             | Métro de Fukuoka : Kūkō (interconnexion) | Hakata         |
| H02    | Gofukumachi             | 呉服町         | 0,5           |                                          | Hakata         |
| H03    | Chiyo-Kenchoguchi       | 千代県庁口     | 1,2           |                                          | Hakata         |
| H04    | Maidashi-Kyudaibyoinmae | 馬出九大病院前 | 2,1           |                                          | Higashi        |
| H05    | Hakozaki-Miyamae        | 箱崎宮前       | 2,9           |                                          | Higashi        |
| H06    | Hakozaki-Kyudaimae      | 箱崎九大前     | 3,7           |                                          | Higashi        |
| H07    | Kaizuka                 | 貝塚           | 4,7           | Nishitetsu : Kaizuka                     | Higashi        |

## Matériel roulant

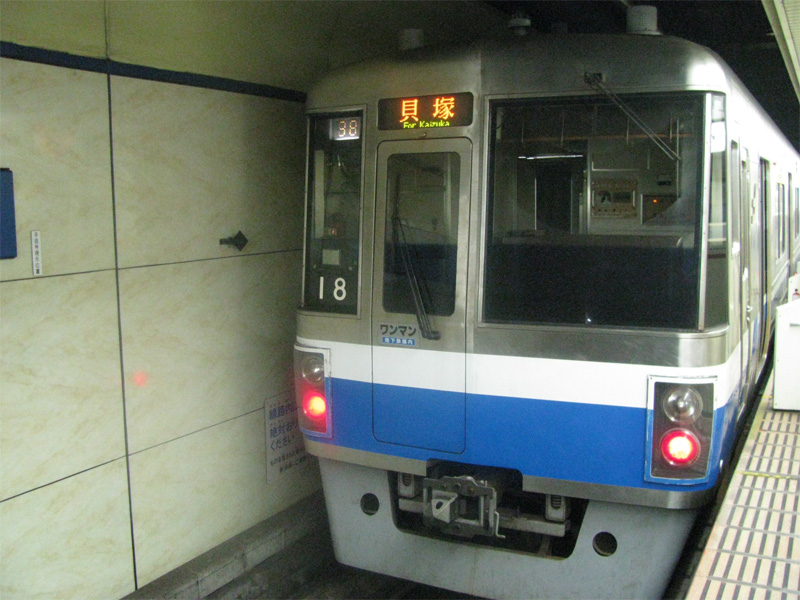
Série 1000
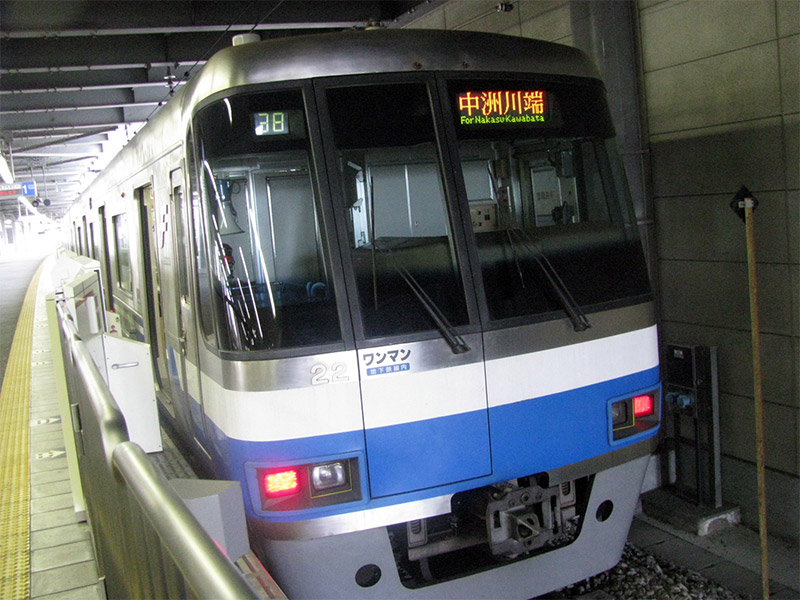
Série 2000
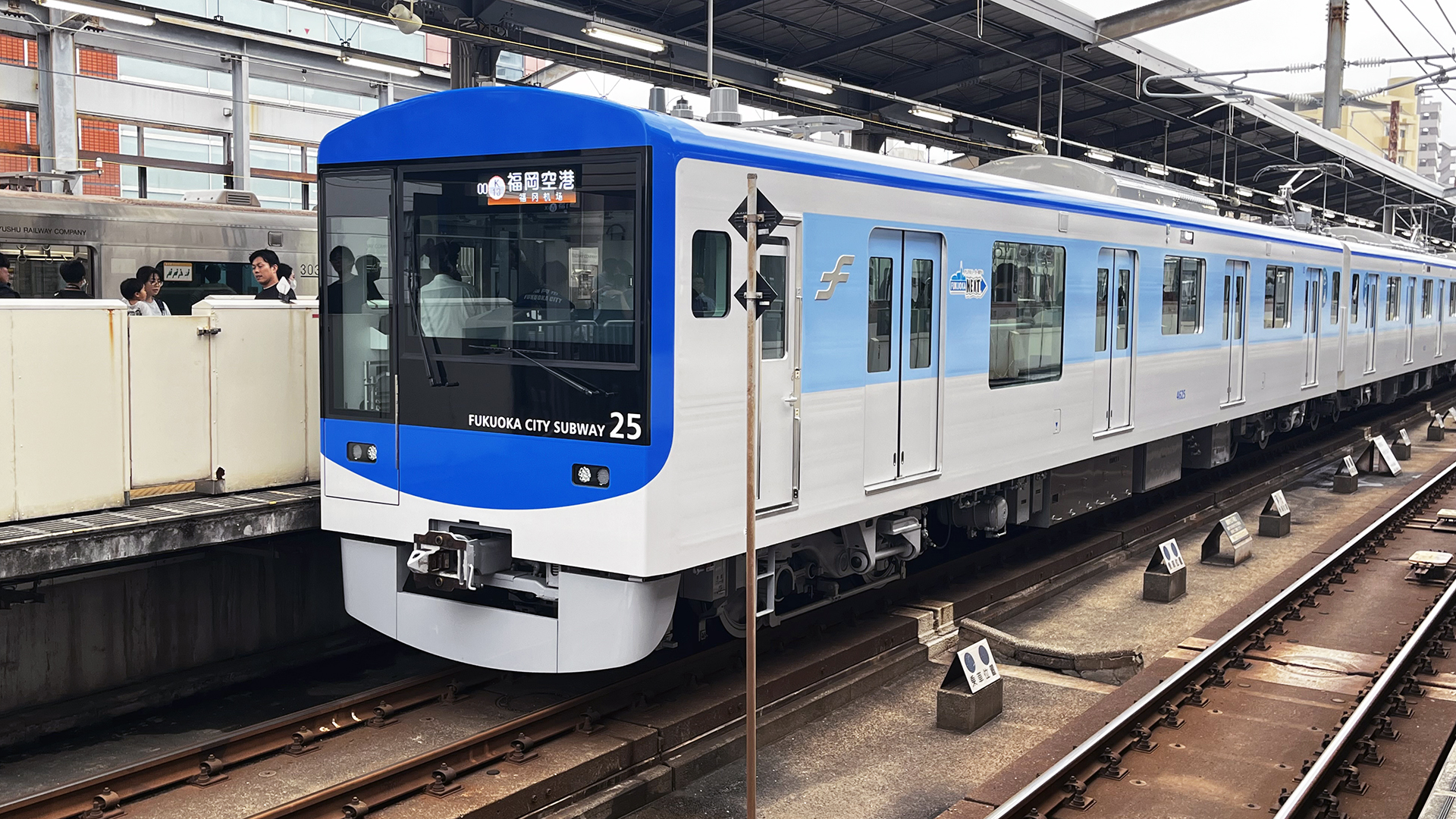
Série 4000